# 219
| 219                |
| ------------------ |
| Dødsfald - Fødsler |
|                    |

| Gregoriansk kalender | 219 CCXIX               |
| Ab urbe condita      | 972                     |
| Armensk kalender     | I/T                     |
| Kinesiske kalender   | 2915 – 2916 戊戌 – 己亥 |
| Etiopisk kalender    | 211 – 212               |
| Jødisk kalender      | 3979 – 3980             |
| Hindukalendere       |                         |
| - Vikram Samvat      | 274 – 275               |
| - Shaka Samvat       | 141 – 142               |
| - Kali Yuga          | 3320 – 3321             |
| Iransk kalender      | 403 BP – 402 BP         |
| Islamisk kalender    | 416 BH – 415 BH         |

Se også 219 (tal)

## Født
- Claudius II, romersk kejser

## Dødsfald
- Guqan Yu, kinesisk general